# Pegno gordiano
Il pegno gordiano è previsto nel secondo comma dell'art. 2794 del codice civile italiano:
1. Colui che ha costituito il pegno non può esigerne la restituzione, se non sono stati interamente pagati il capitale e gli interessi e non sono state rimborsate le spese relative al debito e al pegno.
2. Se il pegno è stato costituito dal debitore e questi ha verso lo stesso creditore un altro debito sorto dopo la costituzione del pegno e scaduto prima che sia pagato il debito anteriore, il creditore ha soltanto il diritto di ritenzione a garanzia del nuovo credito.
Si tratta, quindi, di uno dei casi di 'diritto di ritenzione' previsti dalla legge, il cui presupposto è la contemporanea presenza dei seguenti elementi:
- coincidenza di soggetti (creditore e debitore);
- debito non garantito nato posteriormente alla data di perfezionamento del pegno;
- la scadenza del debito non garantito precede il pagamento dell'altro.